# Боросилікатне скло
Боросилікатне скло (англ. borosilicate glass) — різновид силікатного скла зі вмістом оксиду бору {\displaystyle B_{2}O_{3}} від 7 до 15 %.  Боросилікатне скло відрізняється високою термічною, механічною, водо- та кислотостійкістю.

## Історія
Боросилікатне скло вперше синтезовано в 1887 році німецьким склодувом Отто Шоттом в Єні, який помітив, що додавання оксиду бору до складу  скла підвищує його механічну та термічну стійкість. Тому початково це скло було відоме як скло Єни. 
Термічна стійкість нової формули скла, синтезованого О. Шоттом, привернула увагу американського хіміка У. К. Тейлора, що працював в компанії Corning. Після доопрацювання формули боросилікатного скла в 1912 році цією компанією було отримано термічно стійкіше скло під назвою Nonex. 
В 1915 році компанія  Corning розпочала виробництво посуду з боросилікатного скла під брендом Pyrex®.  
В 1922 році виробництво скла Pyrex® перетинає Атлантику і починається у Франції. Склодуви Кловіс і Леон Регент були основоположниками Pyrex® у Франції, і вони були першими, хто отримав зразок боросилікатного скла на своєму заводі, розташованому в Баньйо-сюр-Луан (район Парижа). Ці експерименти привели до створення компанії Pyrex®, основним акціонером якої була компанія Saint-Gobain (Сен-Гобен), а Corning зберігав 10% акцій.  

## Властивості
Фізико-хімічні властивості боросилікатного скла визначаються обробкою в процесі виробництва та компонентами елементної бази. По суті, це скло є звичайним склом з додаванням оксиду бору, в якому співвідношення компонентів змінюється в залежності від вимог до кінцевого виробу з цього скла. 
Завдяки оксиду бору боросилікатне скло стійке як до низьких (до - 80 0С), так і високих температур (температура розм'якшення становить 525 0С), інертне до багатьох хімічних речовин: кислот, лугів, більшості органічних сполук. Характеризується низьким коефіцієнтом лінійного теплового розширення, відносно низьким значенням модуля пружності розтягу, відносно високою теплопровідністю і, як наслідок, стійкістю до раптових змін температури.  
Загальноприйняті значення фізичних та механічних характеристик звичайного боросилікатного скла без додаткової обробки (зміцнення), які можуть використовуватися за розрахунків, що не потребують високої точності, наведені в таблиці.  
| Характеристика                                                            | Значення                                                                         | Коментар |
| ------------------------------------------------------------------------- | -------------------------------------------------------------------------------- | -------- |
| Густина за температури 18 °C                                              | 2200-2500 кг/м³                                                                  |          |
| Твердість за Кнупом                                                       | 4,5-6,0 ГПа                                                                      |          |
| Модуль Юнга (модуль пружності)                                            | 6·1010-7·1010 Па                                                                 |          |
| Коефіцієнт Пуассона                                                       | 0,2                                                                              |          |
| Міцність на згин                                                          | 45·106 Па                                                                        |          |
| Питома теплоємність                                                       | 0,8·103 Дж/кг·К                                                                  |          |
| Коефіцієнт лінійного розширення в інтервалі температур від 20°С до 300 °С | 1 клас: (3,1-4,0)·10-6 К-1 2 клас: (4,1-5,0)·10-6 К-1 3 клас: (5,1-6,0)·10-6 К-1 |          |
| Теплопровідність                                                          | 1 Вт/(м·К)                                                                       |          |
| Показник заломлення світла (380 нм - 780 нм)                              | 1,5                                                                              |          |

Боросилікатне скло нестійке до впливу фтористоводневої (плавикової), нагрітої ортофосфатної кислоти, водних розчинів КОН і NaOH та їх розплавів.

## Склад
Боросилікатне скло є різновидом скла, в яке окрім основних компонентів звичайного скла доданий оксид бору (не менше 7 %), однак співвідношення компонентів може відрізнятися в залежності від марки скла. 
Типовий склад боросилікатного скла: 
- від 70 до 80 % діоксиду кремнію (SiO2)
- від 7 до 15 % оксиду бору (B2O3).
- 0 - 8 % оксиду натрію Na2O
- 0 - 8 % оксиду калію K2O
- від 0 до 8 % оксиду алюмінію (Al2O3)
- від 0 до 8 % інші компоненти

Назва скла скла походить від двох компонентів з найбільшими пропорціями.

## Різновиди боросилікатного скла
Відповідно до способу формування розрізняють наступні види боросилікатного скла:
- боросилікатне флоат скло (borosilicate float glass): Плоске прозоре або таке, що просвічується, безколірне або окрашене в масі боросилікатне скло, яке має паралельні поліровані поверхні, отримане способом безперервного витягнення на розплаві металу.

- витягнуте боросилікатне скло (drawn sheet borosilicate glass): Плоске прозоре або таке, що просвічується, безколірне або окрашене в масі боросилікатне скло, отримане методом безперервного витягнення заданої товщини з обома полірованими поверхнями.

- вальцоване (прокатне) боросилікатне скло (rolled borosilicate glass): Плоске прозоре або таке, що просвічується, безколірне або окрашене в масі боросилікатне скло,отримане методом вальцювання (прокату).

- лите боросилікатне скло (cast borosilicate glass): Плоске прозоре або таке, що просвічується, безколірне або окрашене в масі боросилікатне скло, отримане методом лиття.

## Застосування

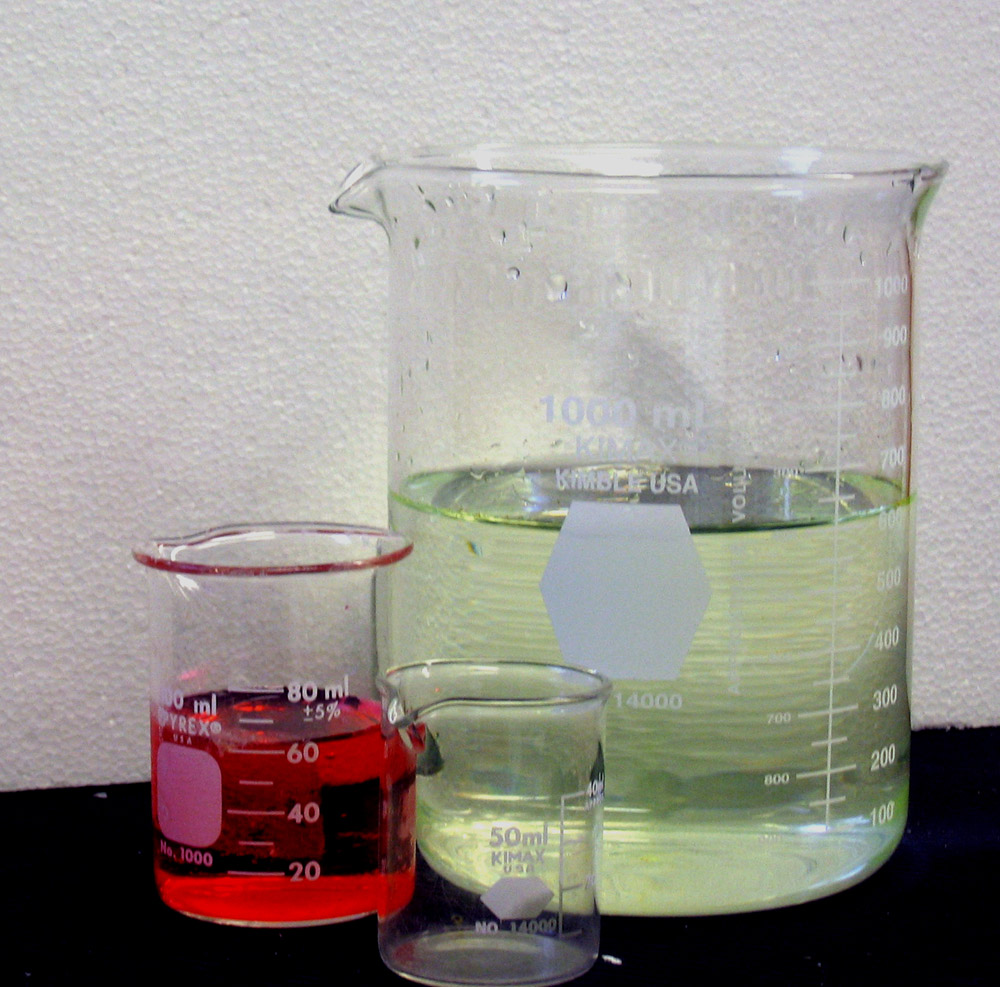
Лабораторні стакани із боросилікатного скла

Застосування боросилікатного скла досить широке: від кухонного посуду до лабораторного обладнання. Використовується також як компонент високоякісних продуктів, таких як імплантовані медичні пристрої та пристрої для дослідження в космосі.

## Торгові марки
Боросилікатне скло пропонується  дещо різного складу під різними торговими назвами:
- Боросилікатне флоат скло Schott AG  - боросилікатне скло, яке виготовляється плоским.
- BK7 Schott -  боросилікатне скло з високим рівнем чистоти. Основне використання - у лінзах та дзеркалах для лазерів, камер та телескопів.
- DURAN групи DURAN - подібне до Pyrex, Simax або Jenaer Glas.
- Боросилікатне скло Corning компанії Corning
- Боросилікатне скло Schott - в основному використовується для контейнерів для фармацевтичного застосування.
- Ilmabor з TGI  -  в основному використовується для контейнерів та обладнання в лабораторіях і медицині.
- Jenaer Glas з Zwiesel Kristallglas , раніше Schott AG. В основному використовується для посуду.
- Kimax - торгова марка посуду з боросилікатного скла від Kimble
- Rasotherm VEB Jenaer Glaswerk Schott & Genossen - технічне скло
- Simax компанії Kavalierglass, Чехія - виготовляється як для лабораторних, так і для споживчих ринків
- Willow Glass  - це безлужне, тонке та гнучке боросилікатне скло компанії Corning